# Тахта (Хабаровский край)
Тахта — село в Ульчском районе Хабаровского края. Административный центр Тахтинского сельского поселения.

## География
Село находится на правом берегу реки Амур.

## История
С апреля 1943 года по февраль 1963 года село являлось административным центром Тахтинского района.

## Население
| 1959 | 1992  | 2002 | 2010 | 2011 | 2012 | 2021 |
| ---- | ----- | ---- | ---- | ---- | ---- | ---- |
| 1506 | ↘1200 | ↘933 | ↘660 | ↘656 | ↘635 | ↘572 |

## Улицы
| - пер. Амурский, - пер. Восточный, - пер. Горный, - ул. Заозёрная, - ул. Комсомольская, | - пер. Кооперативный, - ул. Лесная, - ул. Набережная, - ул. Нагорная, - ул. Новая, | - ул. Почтовая, - ул. Северная, - ул. Советская, - пер. Солнечный, - ул. Таёжная, | - ул. Хуторская, - ул. Центральная, - ул. Чапаева, - ул. Школьная, - пер. Южный. |

## Известные уроженцы
- Бекренев, Александр Фёдорович (1945—2014) — советский биатлонист. Мастер спорта СССР. Заслуженный тренер России.